# Base del Cuerpo de Marines Camp Pendleton
La Base del Cuerpo de Marines Camp Pendleton (en inglés: Marine Corps Base Camp Pendleton), es la principal base en la Costa Oeste del Cuerpo de Marines de los Estados Unidos y sirve como su base principal de entrenamiento anfibio. Se encuentra en el sur de California, en el Condado de San Diego, bordeada por Oceanside al sur, San Clemente al norte, y Fallbrook hacia el este.
La base fue establecida en 1942 para el entrenamiento de los marines que sirvieron durante la Segunda Guerra Mundial. En octubre de 1944, Camp Pendleton fue declarada una instalación permanente y, en 1946, se convirtió en la sede de la 1.ª División de Marines. Lleva el nombre de General del Cuerpo de Marines Joseph Henry Pendleton, que había defendido durante mucho tiempo la creación de una base en la costa oeste para la formación del Cuerpo de Marines. Hoy en día es la sede de unidades de la Fleet Marine Force, incluida la I Fuerza Expedicionaria de Marines.

## Historia
En 1769, un español, el Capitán Gaspar de Portolá, lideró una fuerza expedicionaria al norte desde el interior de California, tratando de establecer misiones Franciscanas en toda California. El 20 de julio de ese mismo año, la expedición llegó al lugar ahora conocido como Camp Pendleton y, como era el día de Santa Margarita, bautizaron ese emplazamiento con el nombre de Santa Margarita.
Durante los siguientes 30 años, se establecieron 21 misiones, la más productiva fue la Misión San Luis Rey, justo al sur del actual Camp Pendleton. En ese momento, la Misión San Luis Rey tenía el control de la zona de Santa Margarita.
En 1821, tras la Independencia de México de España, los californios se convirtieron en la nueva clase dominante de California, muchos de los cuales eran descendientes de primera generación de la expedición de Portolá. El gobernador mexicano premió con grandes extensiones de tierras a prominentes empresarios, funcionarios y jefes militares. En 1841, dos hermanos, Pío Pico y Andrés Pico, se convirtieron en los primeros propietarios privados de Rancho Santa Margarita. Años más tarde se añadieron nuevas tierras a la concesión, y pasó a llamarse Rancho Santa Margarita y Las Flores, nombre que mantuvo la hacienda hasta que el Cuerpo de Marines la adquirió en 1942.
En 1863, un inglés, John (Don Juan) Forster, pagó las deudas de juego de Pico, a cambio de la escritura de la finca. Durante su mandato como dueño de la hacienda amplió la casa, que había sido construida en 1827, y consiguió desarrollar una prospera industria ganadera.
Los herederos de Forster, sin embargo, se vieron obligados a vender la hacienda en 1882 debido a una racha de mala suerte, que incluía unos períodos continuados de sequía y una ley que obligó a Forster a construir una cerca alrededor de las tierras de su extensa hacienda. Fue comprada por un rico ganadero James Flood y gestionada por un irlandés, Richard O'Neill, que finalmente fue recompensado por su fiel servicio con la mitad de la propiedad. Bajo la dirección de Jerome O'Neill, hijo de Richard, la hacienda experimentó un gran crecimiento.
A principios de 1940, tanto el Ejército como los Marines fueron en busca de tierras para una base de entrenamiento de gran tamaño. El Ejército perdió el interés en el proyecto, pero en febrero de 1942 se anunció que los 497 km² del Rancho Santa Margarita y Los Flores estaban a punto de ser transformados en la mayor base del Cuerpo de Marines del país. La construcción comenzó en abril, pero en un principio se consideró una base temporal. Tras cinco meses de actividad, el 9.º Regimiento de Marines, bajo el mando del entonces coronel Lemuel C. Shepherd, Jr., marchó desde Camp Elliott en San Diego a Camp Pendleton y fueron las primeras tropas en ocupar la nueva base. El 25 de septiembre de 1942, el presidente Franklin D. Roosevelt inauguró oficialmente la base.
Durante la guerra de Corea 20 millones de dólares ayudaron a ampliar y mejorar las instalaciones existentes, incluyendo la construcción de Camp Horno. 
Unos 200 000 marines pasaron por Camp Pendleton en su camino hacia el Lejano Oriente durante las guerras de Corea y de Vietnam.
Camp Pendleton ha continuado creciendo a través de renovaciones, sustituyendo las originales tiendas de campaña por más de 2600 edificios y 500 kilómetros de carreteras.
Hoy se sigue tratando de preservar el patrimonio de los fundadores de Camp Pendleton y la historia del Cuerpo de Marines. La casa de la hacienda original ha sido declarada Sitio Histórico Nacional.
La diversidad geográfica de la base, que abarca más de 506 km², acoge durante todo el año la formación de los marines, además de todas las demás ramas de las Fuerzas Armadas de los Estados Unidos. Existen varios puntos clave a lo largo de los 27 km de costa, donde se pueden realizar desembarcos anfibios. La base principal está en el Complejo Mainside, en el extremo sureste de la base.

## Unidad de lugares (por zona)
- Zona 11- Cuartel General de la 1.ª División de Marines
- Zona 13 (Mainside)-Cuartel General – 1st Marine Logistics Group, 9th Communication Battalion, Radio Battalion, 1st Intelligence Battalion, 1st Dental Battalion
- Zona 14–Combat Logistics Regiment 1, Combat Logistics Regiment 17, 7th Engineer Support Battalion, Combat Logistics Battalion 1
- Zona 21 (Camp Del Mar)–Cuartel General de la I Fuerza Expedicionaria de Marines, 3rd Assault Amphibian Battalion, Combat Logistics Battalion 5
- Zona 22 (Camp Chappo)–1st Medical Battalion
- Zona 23 (MCAS Camp Pendleton)–Marine Aircraft Group 39
- Zona 24 (Camp Vado del Río)-Cuartel MAG-39
- Zona 25 (Hodo Del Rio) Marine Wing Support Squadron 372
- Zona 31 (Edson Gama)- WFTBN
- Zona 32–Marine Air Support Squadron 3, 3rd Low Altitude Air Defense Battalion, Marine Air Control Squadron 1
- Zona 33 (Camp Margarita)–1st Reconnaissance Battalion
- Zona 41 (Camp Las Flores)–1st Light Armored Reconnaissance Battalion , 4th Light Armored Reconnaissance Battalion, Air Naval Gunfire Liaison Company
- Zona 43 (Camp Las Pulgas)–11th Marine Regiment (United States), 1st Maintenance Battalion
- Zona 52 (Campa San Onofre)–United States Marine Corps School of Infantry
- Zona 53 (Camp Horno)–1.er Regimiento de Marines
- Zona 62 (Camp San Mateo)–5.º Regimiento de Marines, 1st Combat Engineer Battalion
- Zona 63 (Camp Talega)-Reserve Support Unit (West)